# Саура (індуїзм)
Саура (санскр. सौर, saura IAST) або Саур'я (санскр. सौर्य, saurya IAST) —  течія індуїзму, представники якої шанують Сонце — Сур'ю — як верховне божество. Культ Сур'ї згадується в « Махабхараті» і « Рамаяні». У сучасному індуїзмі Саура є вкрай нечисленною течією — фактично вони є піднапрямком у традиційному шраута-індуїзмі.
| Індуїзм | Це незавершена стаття про індуїзм. Ви можете допомогти проєкту, виправивши або дописавши її. |